# George Bottini
Pour les articles homonymes, voir Bottini.
Georges Alfred Bottini, dit George Bottini, né à Paris le 1er février 1874 et mort à Villejuif le 16 décembre 1907 est un peintre, dessinateur, illustrateur, aquarelliste et graveur français.

## Biographie
Georges Alfred Bottini voit le jour rue Pierre-Fontaine à Paris. Il est le fils de Ludovic Bottini, coiffeur et de Léontine Bazin. Il fait son école primaire rue Blanche puis quitte rapidement l'école. Vers 18 ans, employé par le restaurateur Gatti, il se passionne pour les techniques anciennes et poursuit sa formation artistique dans l'atelier d'Eugène Cormon. Il fréquente assidûment les galeries du musée du Louvre, admire Titien, Giorgione et se lie d'amitié avec Fabien Launay et Gaston de Pawlowski. 
Il commence à se faire connaître par des paysages de Bretagne et s'installe rue Laval où il a pour amie Augusta Holmès. 
En 1895, il est, avec Fabien Launay, le directeur artistique de la revue Le Rêve et l'Idée, dirigée par Maurice Le Blond, aux côtés de Saint-Georges de Bouhélier.
En 1897, il expose pour la première fois au salon de la Société nationale des beaux-arts, une huile sur toile intitulée Portrait de Mlle Léa Z..., et des gravures ; il indique comme adresse de domicile le 15 rue Girardon. L'année suivante, il expose six aquarelles à Londres au Prince Skating Club de Knightbridge, invité par l'« International Society of Sculptors, Painters and Gravers ». Il fut fidèle au salon de la SNBA de 1899 à 1907 et participa deux fois au Salon des artistes français (1902 et 1903), ainsi qu'au Salon d'Automne de 1903.
En 1899, une exposition à la galerie Kleinmann « Bals, bars, théâtres et maisons closes » qui réunit 50 de ses aquarelles, est saluée par Jean Lorrain — dont il illustrera le roman La maison Philibert (1904) — et par Gustave Geffroy. Ce début de reconnaissance ne lui permet pas d'échapper à la pauvreté. Tabarant relève qu'il ne cessa d'être harcelé par une misère qui ne lui laissa guère de répit et que son dandysme dédaigneux contemplait de haut.
Bottini travaille ensuite avec Louis Anquetin et Manuel Robbe et doit effectuer son service militaire à Baccarat dans les chasseurs à pied. Des signes importants d'une maladie vénérienne — sans doute la syphilis qui affecte à plus ou moins long terme le cerveau — qu'il a contractée à l'âge de 15 ans, se font alors fortement sentir. Après un dîner, il est subitement pris d'une forme de délire ; résidant au 23 rue Clauzel, il doit être interné en urgence à l'hôpital psychiatrique de Villejuif, où il meurt le 16 décembre 1907.
Saint-Georges de Bouhélier, son fidèle ami, lui rend hommage en ces termes : 

« À trente ans, il avait approfondi son art au point qu'il pouvait s'exprimer avec de simples pinceaux d'une façon aussi expressive qu'Edgar Poe l'a fait au moyen d'une plume. Ce qui donne aux moindres croquis de Bottini tant de charme, c'est qu'un esprit a l'air de les avoir tracés moins pour imiter la réalité que pour nous livrer le secret de sa rêverie… C'était un homme perpétuellement en quête de formes nouvelles mais appliqué aussi à l'étude des chefs-d'œuvre et qui restait des heures à méditer Goya, Watteau, Rembrandt, Vélasquez. Il usait à de telles recherches une réserve de nerfs trop ductiles, toujours vibrants et sur qui pesait la plus noire fatalité. Il était de ces inspirés à qui tout se présente comme une cause d'émotion et de travail artistique. À quoi sans la mort n'eût-il atteint ! Il restera dans l'avenir comme un petit maître exquis, curieux, délicieusement triste. Sa part de gloire est certaine. »

## Œuvre
On lui doit une vingtaine de toiles et environ 200 aquarelles. Ses aquarelles les plus réputées sont ses scènes de bar et ses femmes nues à la toilette. Il dessinait d'abord les personnages nus puis les habillait.
Il a aussi gravé quelques eaux-fortes et pointes-sèches en couleurs. La plupart de ses œuvres ont été achetées par l'expert et galeriste Édouard Kleinmann (1844-1927) ainsi que par Edmond Sagot. 

### Collections publiques
Le musée du Petit Palais de Genève conserve de nombreuses œuvres de Bottini dont l'une des plus connues est L'Alsacienne ou la fiancée du peintre. Le musée d'Orsay conserve une huile sur toile, La Femme au perroquet, et un portrait de l'artiste, papier sur bois.

### Illustrations
Bottini travailla très tôt dans l'illustration publicitaire en lien avec le cyclisme : en 1895, pour le catalogue français de la société The St. George's Engineering Co (Birmingham), et pour, entre autres, l'affiche lithographiée des Cycles Médinger (avant 1897) et le Paris-Vélo Almanach (1896). Il collabore également au périodique Le Rire.
On lui doit en outre des partitions de musique illustrées (dès 1893, pour Léonce Barret), des ornementations et hors-textes pour des revues d'art Le Centaure (1896) et La Vogue (1899), des dessins et des aquarelles hors-texte pour La Maison Philibert de Jean Lorrain et Une heure du matin, les soupeuses de Gustave Coquiot, deux volumes de la collection « Les minutes parisiennes » (P. Ollendorff, 1899-1904).

### Aquarelles
- Le Bar anglais, localisation inconnue.
- Femme nue à sa toilette, localisation inconnue.
- Sortie de Tabarin, localisation inconnue.
- Le Bar, localisation inconnue.
- La Poupée japonaise, localisation inconnue.
- Le Tonneau, localisation inconnue.
- La Femme au perroquet, localisation inconnue.
- Bar anglais avenue de la Grande-Armée, localisation inconnue.
- Couloir de théâtre, localisation inconnue.
- Moulin-Rouge : danseuse, localisation inconnue.
- Levée !, localisation inconnue.
- Bal masqué, localisation inconnue.
- Lesbiennes, localisation inconnue.
- Maison close, localisation inconnue.
- Cabinet particulier, localisation inconnue.
- Red woman, localisation inconnue.
- Cyclistes au bar, localisation inconnue.
- Parade foraine, localisation inconnue.

Quelques œuvres de George Bottini
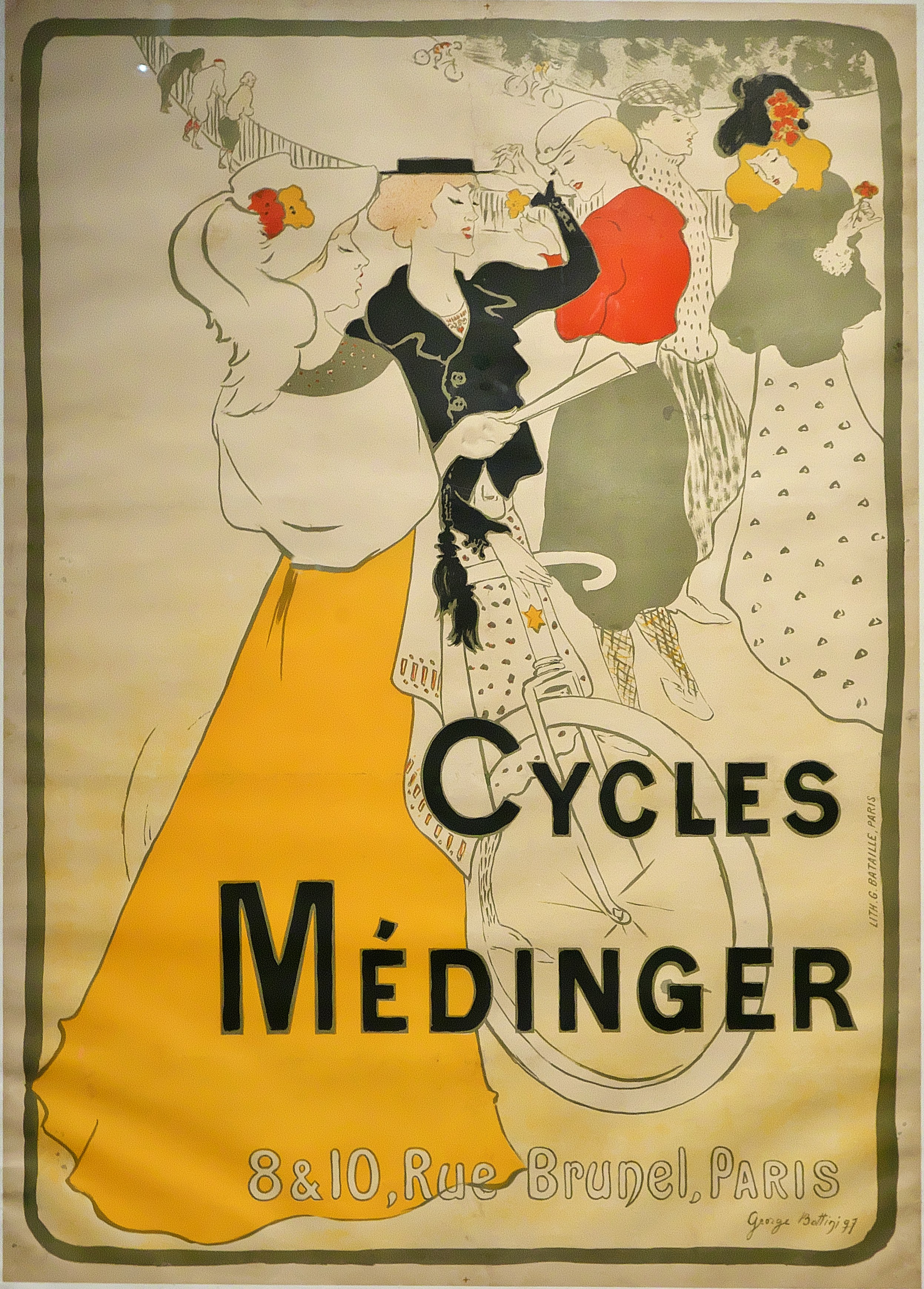
Cycles Médinger (v. 1897), affiche lithographiée.
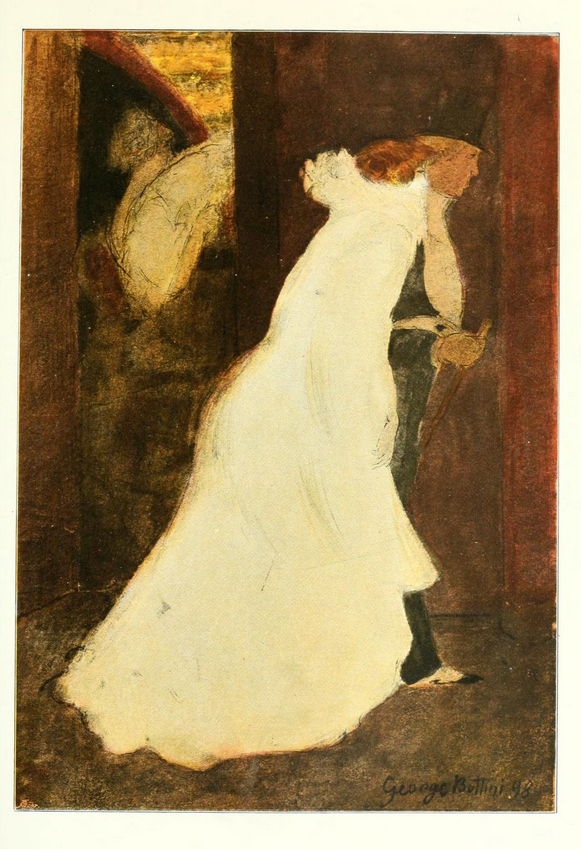
Une sortie de théâtre (1898), gravure, reproduite dans The Studio en 1900.
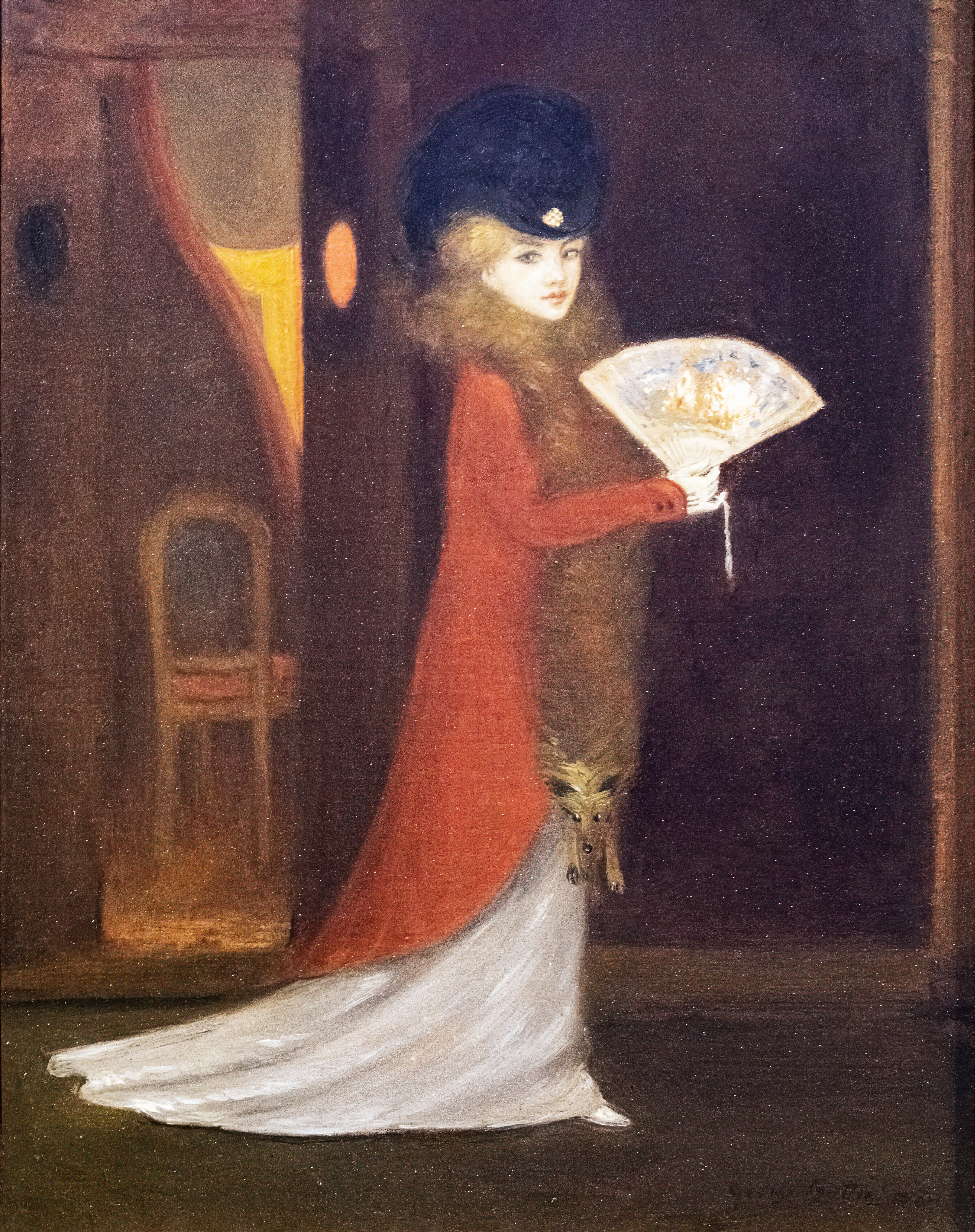
Femme au renard et à l'éventail (huile sur toile, 1901), Collection David Weisman et Jacqueline Michel.
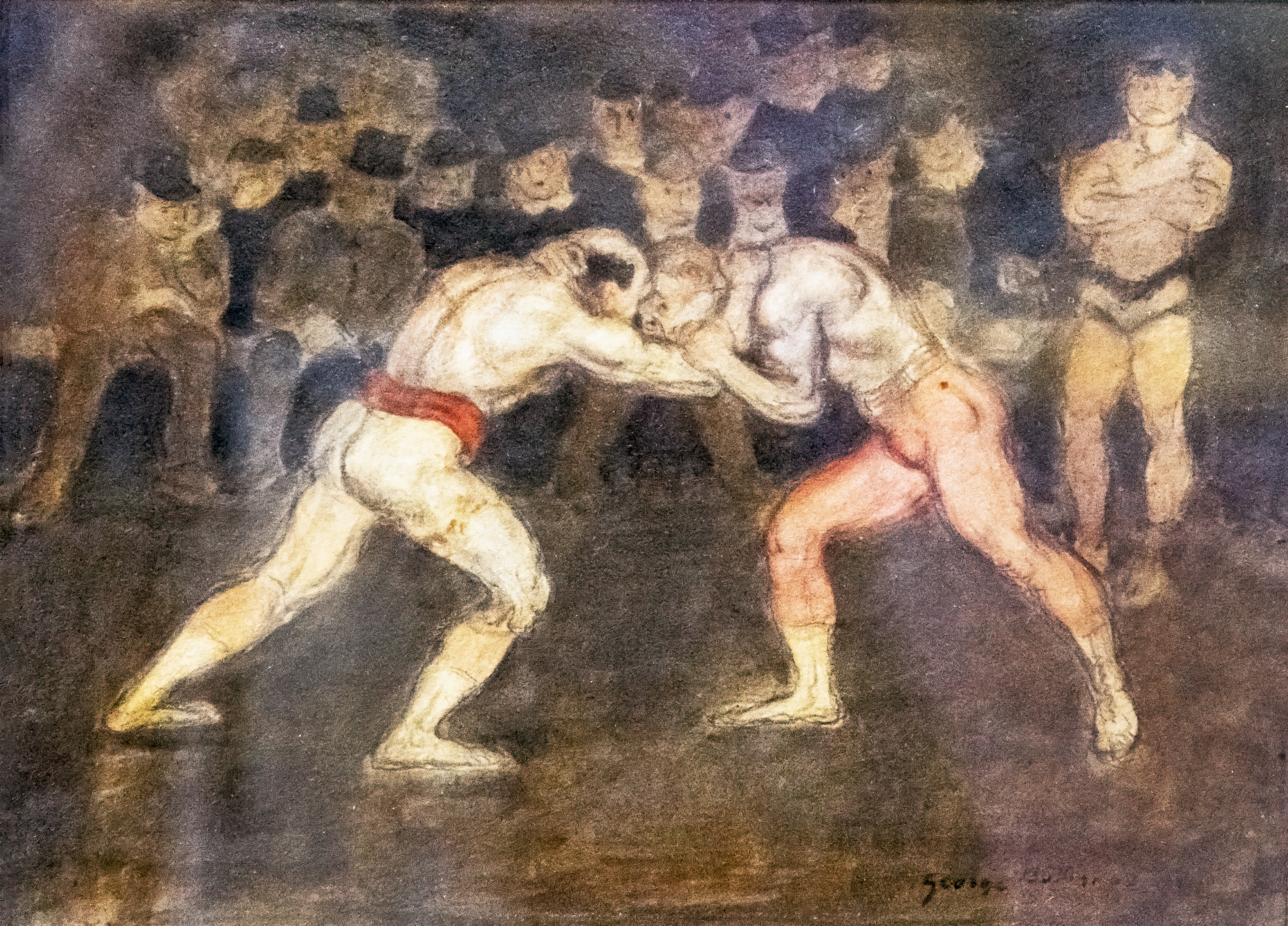
Lutteurs (aquarelle, 1903), Collection David Weisman et Jacqueline Michel.
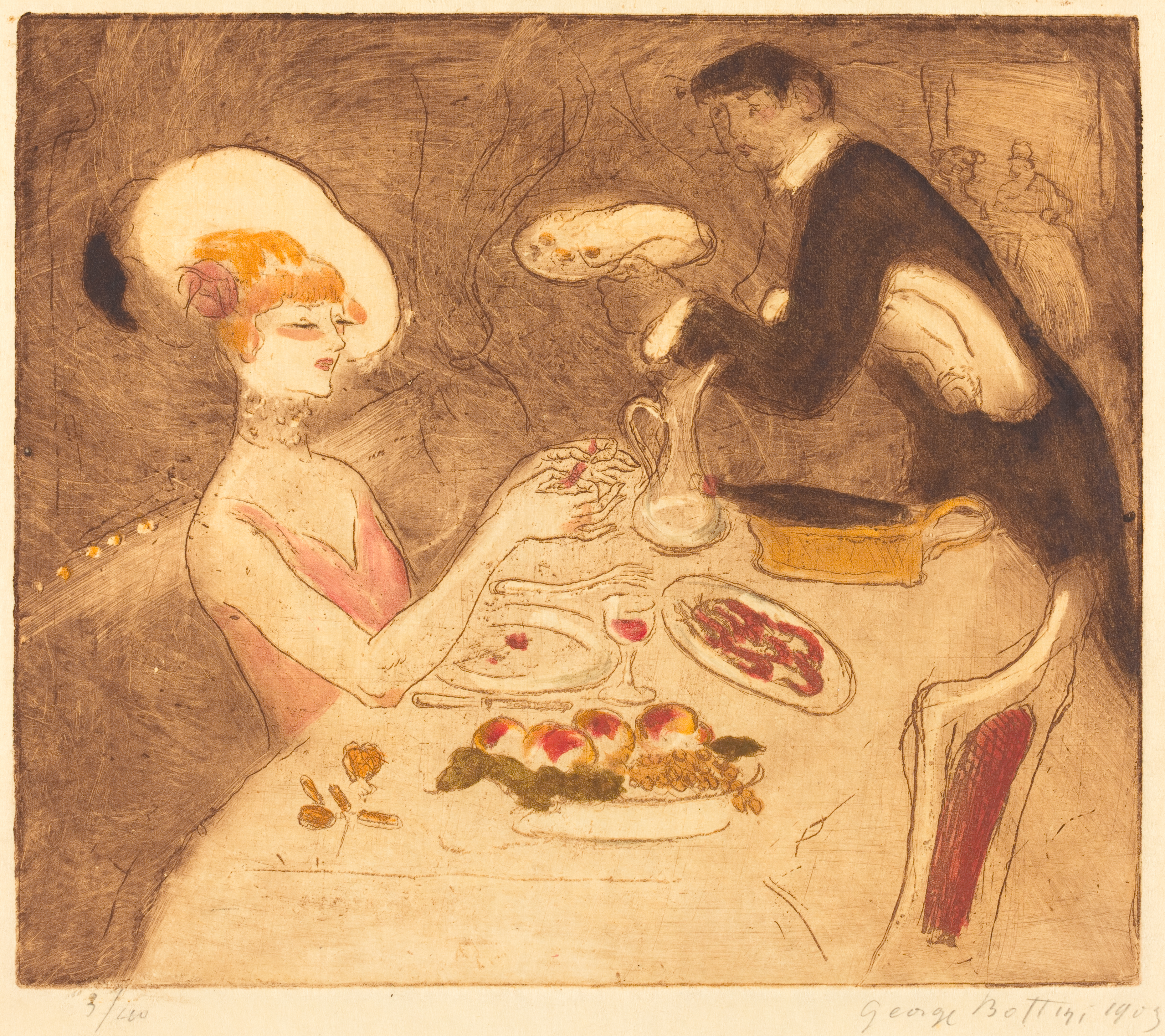
La Soupeuse (1903), gravure, Washington, National Gallery of Art.
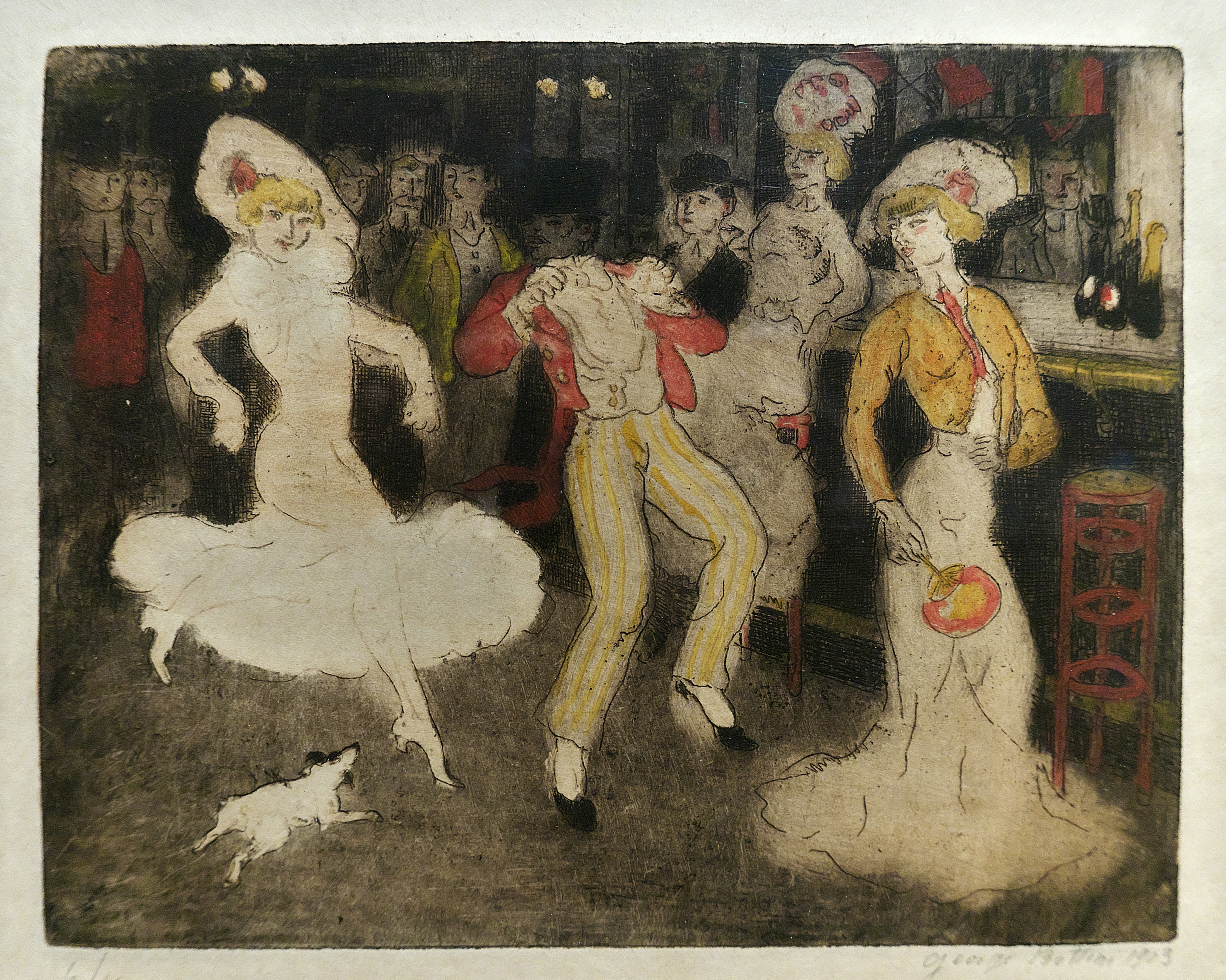
Le Cake Walk au bar (1903), gravure, Genève, Petit Palais.